# Basedowstraße 6 (Magdeburg)

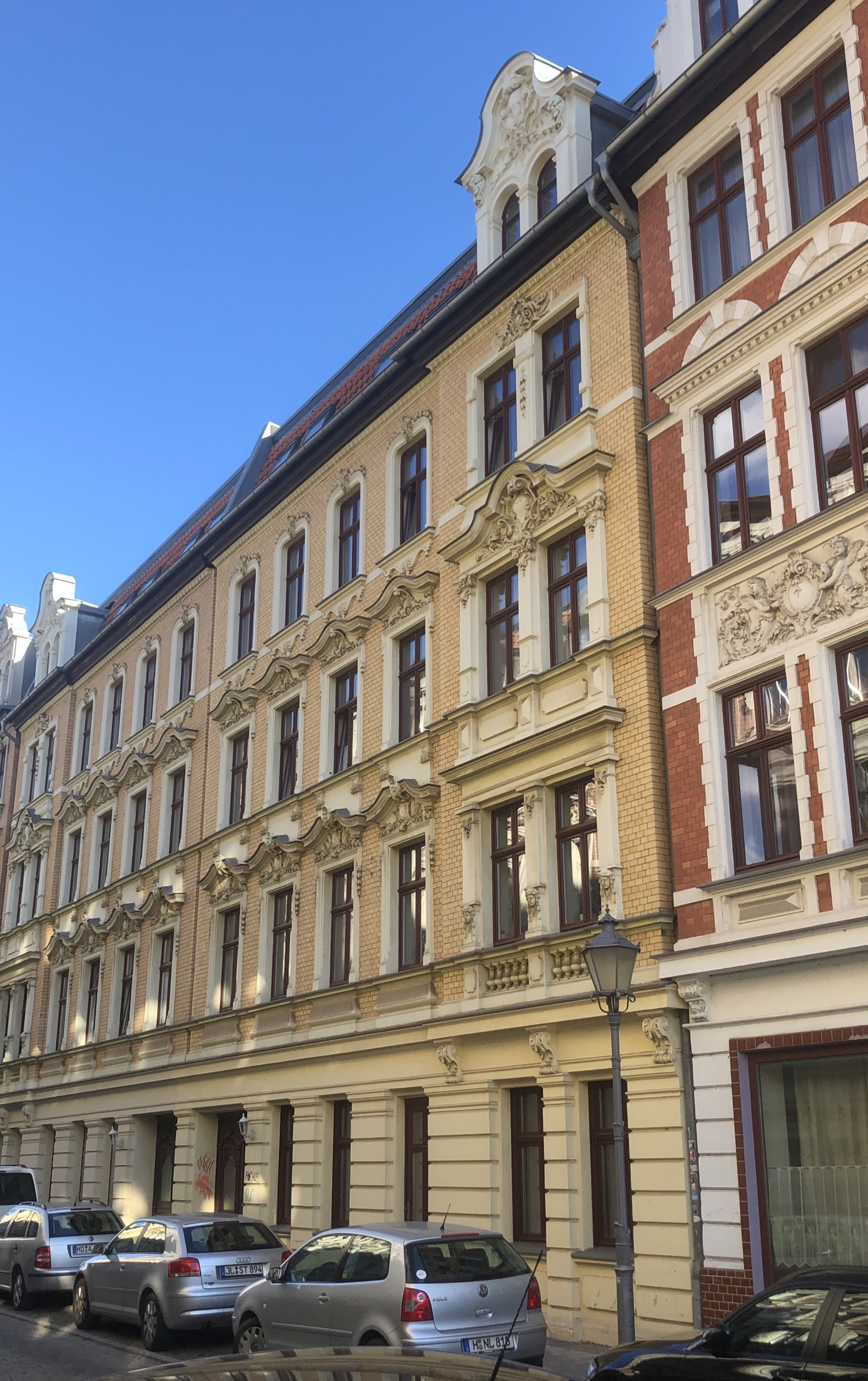
Basedowstraße 6 in Magdeburg; Blick von Westen, 2020

Das Gebäude Basedowstraße 6 ist ein denkmalgeschütztes Wohnhaus in Magdeburg in Sachsen-Anhalt.

## Lage
Es befindet sich auf der Südseite der Basedowstraße im Magdeburger Stadtteil Buckau. Unmittelbar westlich grenzt das gleichfalls denkmalgeschützte Haus Basedowstraße 4, östlich die Basedowstraße 8 an. Zugleich gehört es zum Denkmalbereich Basedowstraße.

## Architektur und Geschichte
Das Gebäude entstand nach einem Entwurf des Zimmermeisters Wischeropp im Jahr 1891. Die sechsachsige Fassade des viergeschossigen Hauses entspricht spiegelbildlich der des Nachbarhauses Basedowstraße 8 und ist im Stil des Neobarocks mit Stuckverzierungen versehen. Auf seiner rechten Seite verfügt der Ziegelbau über einen flachen zweiachsigen Seitenrisalit, der von einem als Ziergiebel gestalteten Zwerchhaus bekrönt wird. 
Im örtlichen Denkmalverzeichnis ist das Wohnhaus unter der Erfassungsnummer 094 17765 als Baudenkmal verzeichnet.
Das Haus gilt als Teil des gründerzeitlichen Straßenzugs als städtebaulich bedeutsam.